# Macro Recordings
Macro ist ein 2007 in Berlin gegründetes Label für elektronische und experimentelle Musik.

## Geschichte
Gründer und Betreiber des Labels sind der DJ und Produzent Stefan Goldmann und der Musikjournalist und DJ Finn Johannsen. Macro hatte bis 2011 eine „Label-Residency“ in der Panorama Bar des Berliner Clubs Berghain und wurde mit mehreren Künstlern in Showcases u. a. in London, Paris, New York, Wien und Tokio präsentiert.

## Veröffentlichungen
Das Label veröffentlichte neben der Musik Goldmanns unter anderem Tonträger der Bands Elektro Guzzi und KUF, Peter Kruder, dem Underground-Resistance-Mitglied Santiago Salazar und Raudive auf CD und Vinyl. Darüber hinaus besteht eine Reihe von Veröffentlichungen historischer Werke, so unter anderem ein verschollenes Album des Hi-NRG-Produzenten Patrick Cowley. Remixe erschienen von Ricardo Villalobos, Oni Ayhun, Pépé Bradock, Morgan Geist, KiNK und anderen.
Mehrere Veröffentlichungen wurden für den Preis der Deutschen Schallplattenkritik nominiert und fanden Eingang in die Jahresleserpolls von Resident Advisor, De:Bug und Groove.